# 橘亜沙美
橘 亜沙美（たちばな あさみ、1997年1月11日 - ）は日本のアイドル、タレント。

## 略歴
- 2010年〜2011年芸能スクールへ通う。2014年2月から芸能活動開始。2019年11月からフリーランスのタレントとしてグラビア中心に活動している。
- インタビューや番組ではAAAの宇野実彩子に憧れていると公言している。
- グラビアを始める前から始めたダイエットでは、60kgから48kgの12キロの減量に成功している。現在はグラビアに適した体型に落ち着いている。
- ジム通い、コスメや美容に詳しいことから美意識が高い。
- 2021年にはうさまりあ、大塚びる、さわち店⻑、橘亜沙美の4名にて、「インテンス刺激ゼリー」キャンペーンユニット「インテンスガール by SdC」に就任[2]。
- 2023年6月27日、和太鼓アイドルユニット「東京おとめ太鼓」加入 。

## 人物
- 東京都出身。身長170cm。靴のサイズ24.5cm。スリーサイズ：B90、W60、H85。股下85cm[1]。
- 特技：美脚三三七拍子、前後開脚[1]。
- 趣味：コスメ集め、自分磨き。
- Twitterでは「#毎日橘美脚」を更新中。ファンに惜しまれながら2019年2月8日の投稿にて終了（1年10か月ちょうど）

## 出演

### ウェブテレビ
- 妄想マンデー（AbemaTV）2017年
- ゴシップジェネレーション（AbemaTV）2017年
- ねじのアイドル検品中（ニコジョッキー）
- 配信ボーイ（D-TV）
- ニューチャレンジャーズ（ニコジョッキー）
- VRグラビア『軟体・美脚の僕の彼女は橘亜沙美』apartment Days! 橘亜沙美
  - act1（FANTASTICA、2018年7月27日配信開始）
  - act2（FANTASTICA、2018年8月17日配信開始）
- 濱田准教授の課外授業 #33（ニコジョッキー、2018年10月15日）
- 360°まる見え! VRアイドル水泳大会（2019年9月13日、フジテレビオンデマンド）[3]
- WALLOP放送局『第二日曜劇場 百山月花の月刊ももすた編集部』2023年4月9日
- WALLOP放送局『都築麗と篠原栞那の◯◯』2023年7月8日

### イベント
- Tokyo Fashion collection 2014 (パシフィコ横浜)
- a-collection (赤坂BLIZ)
- 東京ゲームショウ2017 Razer ブース

### 舞台
- 女月人劇 贋作 春のめざめ(舞台）(劇団ドリームプリンセス、2017年10月19日 - 22日）監察官　カン役　築地ブディストホール
- 舞台「スリーアウト！〜サヨナラ篇〜」新徳高校女子硬式野球部　西尾監督役　シアターモリエール(劇団ドリームプリンセス)(2019年9月14日〜28日)
- LIVEDOGGIRLS 舞台「013(ゼロイチサン)」TeamDream サカキ役(2023年7月21日～30日 中目黒キンケロ・シアター)

### テレビ
- 痛快TV スカッとジャパン（フジテレビ）
  - 「笑っちゃうほどイヤな奴らを大成敗SP」神スカッとティーチャー：女子高生 役（2018年9月24日）
- 絶対零度（2018年、フジテレビ）
- 後妻業（2019年、関西テレビ）クラブホステス役(１・２話)

### ミュージックビデオ
- 天月-あまつき-「恋人募集中(仮)」女子高生役

### その他
- 週刊プレイボーイ（2019年2月18日、No.9）次世代グラドル美脚国勢調査
- .yeii plus の企画よりガールズスマホマガジン「MiRu」オーディションに参加、審査員特別賞を獲得し１ページ掲載。MiRu.vol.24  www.mirumiru,jp
- 「EXMAX誌面連動企画～カメラマンになろう～」(2019年12月26日)
- 「EXMAX SPECIAL!」vol.143(2020年2月11日)
- 「EXMAX SPECIAL!」vol.145(2020年4月11日
- 「EXMAX!」(2020年6月号〜2021年3月号)
- 週刊プレイボーイ「進撃の長身グラドル」東の小結　(2021年4月5日号)
- 大洋図書「金のEX DVD」vol.9 (2022年8月18日発売)
- 大洋図書「金のEX DVD」vol.11 (2022年12月19日発売)
- ｢週刊実話｣日本ジャーナル出版(2023年7月6日号)